# Ni así la distingue
|  |  |

El aguafuerte Ni así la distingue es un grabado de la serie Los Caprichos del pintor español Francisco de Goya. Está numerado con el número 7 en la serie de 80 estampas. Se publicó en 1799.

## Interpretaciones de la estampa
Existen varios manuscritos contemporáneos que explican las láminas de los Caprichos. El que se encuentra en el Museo del Prado se tiene como autógrafo de Goya, pero parece más bien despistar y buscar un significado moralizante que encubra significados más arriesgados para el autor. Otros dos, el que perteneció a Ayala y el que se encuentra en la Biblioteca Nacional, realzan la parte más escabrosa de las láminas.
- Explicación de esta estampa del manuscrito del Museo del Prado: ¿ Cómo ha de distinguirla? Para conocer lo que ella es, no basta el anteojo, necesita juicio y práctica del mundo, y esto es precisamente lo que le falta al pobre caballero.[2]

- Manuscrito de Ayala: Para conocer lo que es, no basta el anteojo, se necesita juicio.[2]

- Manuscrito de la Biblioteca Nacional: Se ciegan tanto los hombres lujuriosos, que ni con lente distinguen que la señora que obsequian, es una ramera.[2]

## Técnica del grabado
Hay dos dibujos preparatorios, conservados en el Museo del Prado, el primero en aguada a tinta china, pertenece al álbum B y es de ejecución detallada. La pareja tiene detrás una maja de pie que en la estampa aparece sentada. En el segundo dibujo realizado a la aguada en tinta china, está escrito a lápiz: Por haberle yo dicho que tenía buen movimiento no puede hablar sin colear. Aparecen varias figuras y un edificio al fondo que suprimió en el grabado, aunque la pareja principal está fielmente reproducida. En la estampa se repite la cabeza del dibujo que se vislumbra entre el hombre y la maja.
Esta estampa es una de las pocas que el pintor firmó, siempre en la esquina inferior izquierda.